# Atanus acutus
Atanus acutus är en insektsart som beskrevs av Rauno E. Linnavuori och Heller 1961. Atanus acutus ingår i släktet Atanus och familjen dvärgstritar. Inga underarter finns listade i Catalogue of Life.